# Элий Дионисий
Элий Дионисий (греч. Αἴλιος Διονύσιος) — греческий ритор из Галикарнаса, который жил во времена императора Адриана. Он был так же музыкантом, написал несколько работ по музыке и её истории. Принято считать, что он был потомком старшего Дионисия Галикарнасского. Следующие работы, которые в настоящее время считаются утерянными, приписываются Элию древними авторами:
- Словарь аттических слов Ἀττικὰ ὀνόματα в пяти томах[4][3][2]. Фотий высоко отзывался с точки зрения его полезности,[5] и утверждал, что сам Элий Дионисий сделал два издания, из которых второе стало настоящим прорывом относительно первого. Так же есть мнение, что из-за этой работы Элий Дионисий получил прозвище Atticista[источник не указан 1448 дней].
- Μουσικὴ ἱστορία в 36 томах, с рассказами о кифаристах, авлосцах и поэтах всех мастей.[3]
- Ῥυθμικά ὑπομνήματα, в 24 томах.[3]
- Μουσικῆς παιδεία ἢ διατριβαί, в 22 томах.[3]
- Йоханнес Меурзий считал, что Дионисий был автором работы Περὶ ἀκλίτων ῥημάτων καὶ ἐγκλινομένων λέξεων, которую опубликовал Альд Мануций в Венеции в 1496 году, в сборнике под названием Horti Adonidis; но нет никаких доказательств для этого предположения.[6][7]